# Gampsocleis burakowskii
Gampsocleis burakowskii är en insektsart som beskrevs av Władysław Bazyluk 1993. Gampsocleis burakowskii ingår i släktet Gampsocleis och familjen vårtbitare. Inga underarter finns listade i Catalogue of Life.